# Parc Sture
Stureparken est un parc public et une rue situés dans le quartier d'Östermalm à Stockholm en Suède,,. 

## Description
Stureparken est situé au coin d'Östermalmsgatan et de Sturegatan. 
La rue Stureparken est parallèle au parc, d'Östermalmsgatan à Valhallavägen.

## Histoire
Le parc Stureparken est situé où se trouvait au XVIIème siècle le cimetière des pauvres de Ladugårdslandet. 
De nombreux bateliers y ont été enterrés dans les années 1670 et plus tard également des pauvres. 
Durant l'année de la peste de 1710, de nombreuses victimes de la peste y trouvèrent leur dernière demeure. Les dernières inhumations ont eu lieu lors de l'épidémie de choléra à Stockholm en 1834 (sv), et des pierres tombales subsistaient encore dans la zone dans les années 1880. 
À la fin du siècle, la congrégation d'Hedvig Eleonora souhaitait construire une église ou une école sur le site, mais un long conflit survint à propos de la propriété. La construction du parc a commencé en 1906. 
Lors des fouilles dans le parc, des ossements sont souvent découverts, ce qui fait la une des journaux.
Stureparken est aujourd'hui entouré d'un environnement bâti du XIXème siècle avec plusieurs bâtiments architecturalement intéressants, dont Rosenborgshuset (sv).

## Galerie

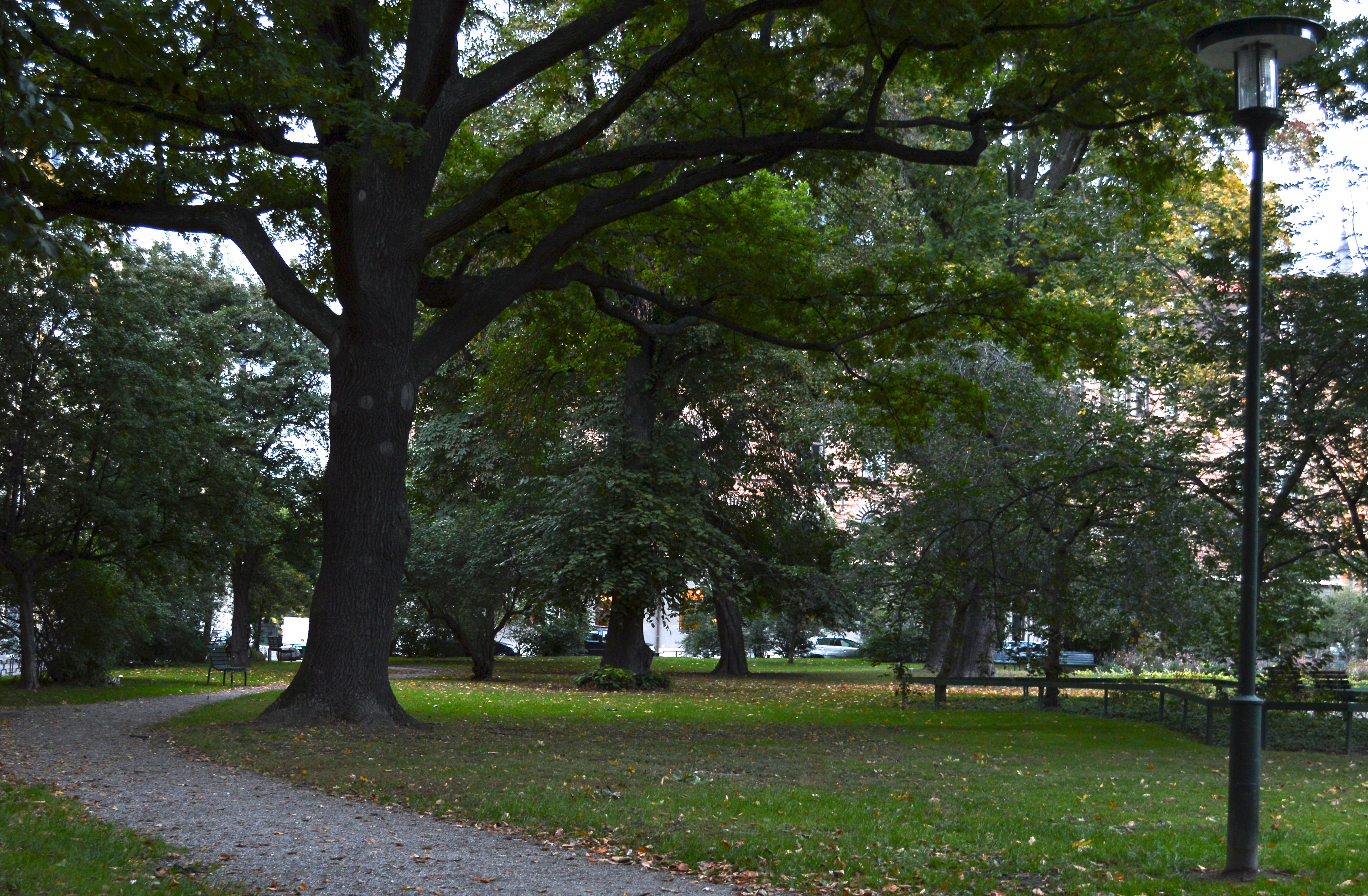
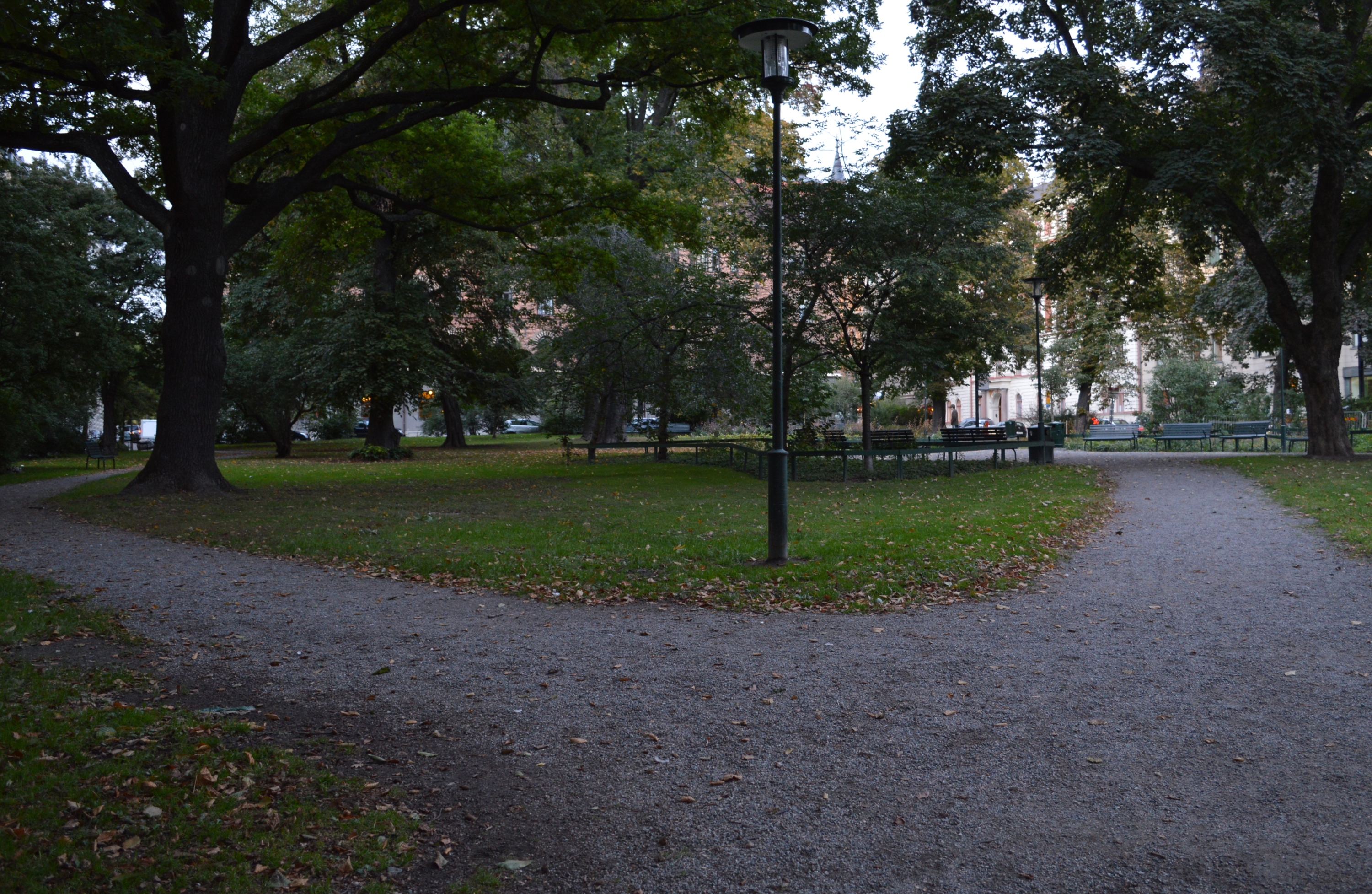
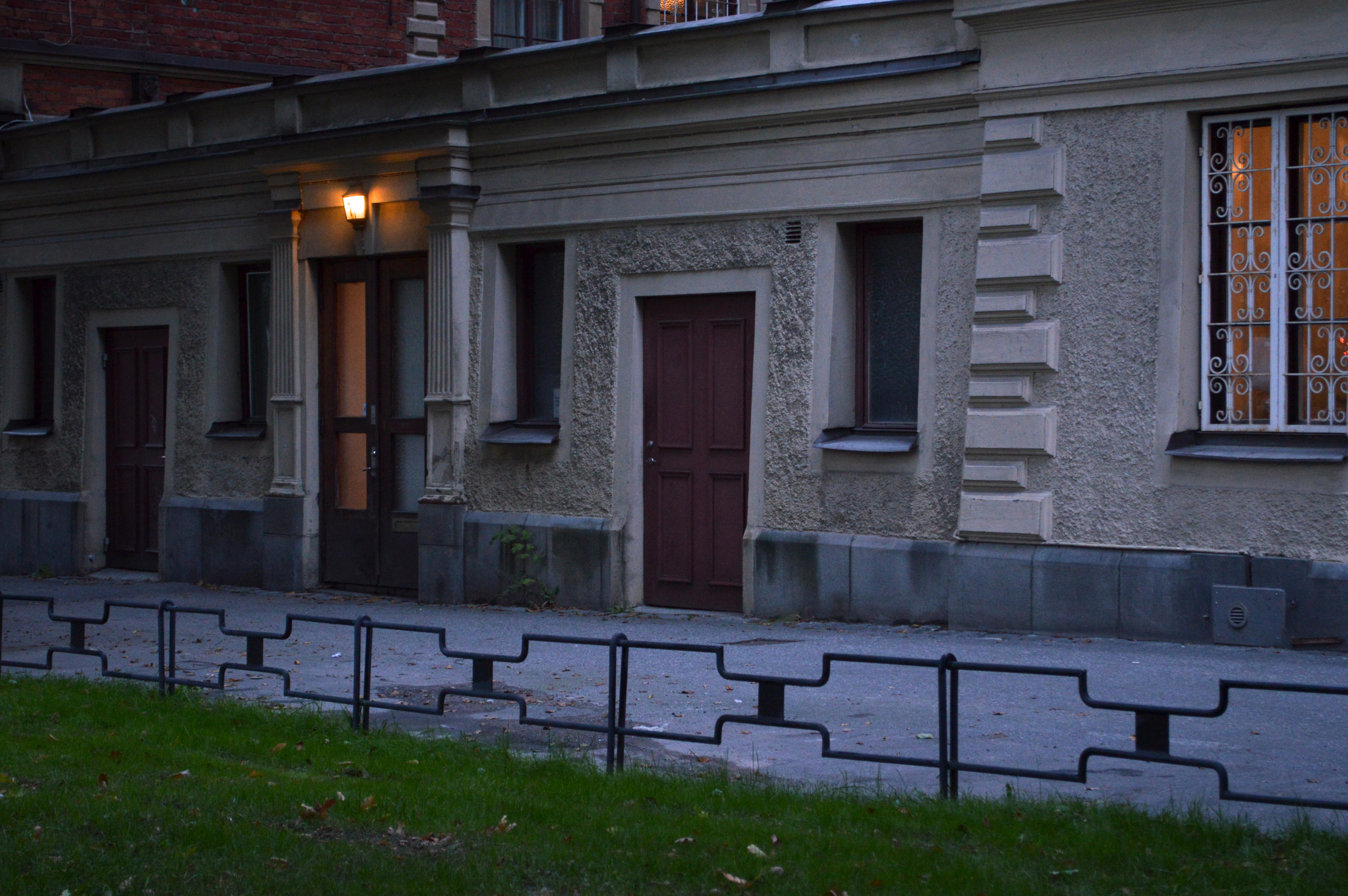

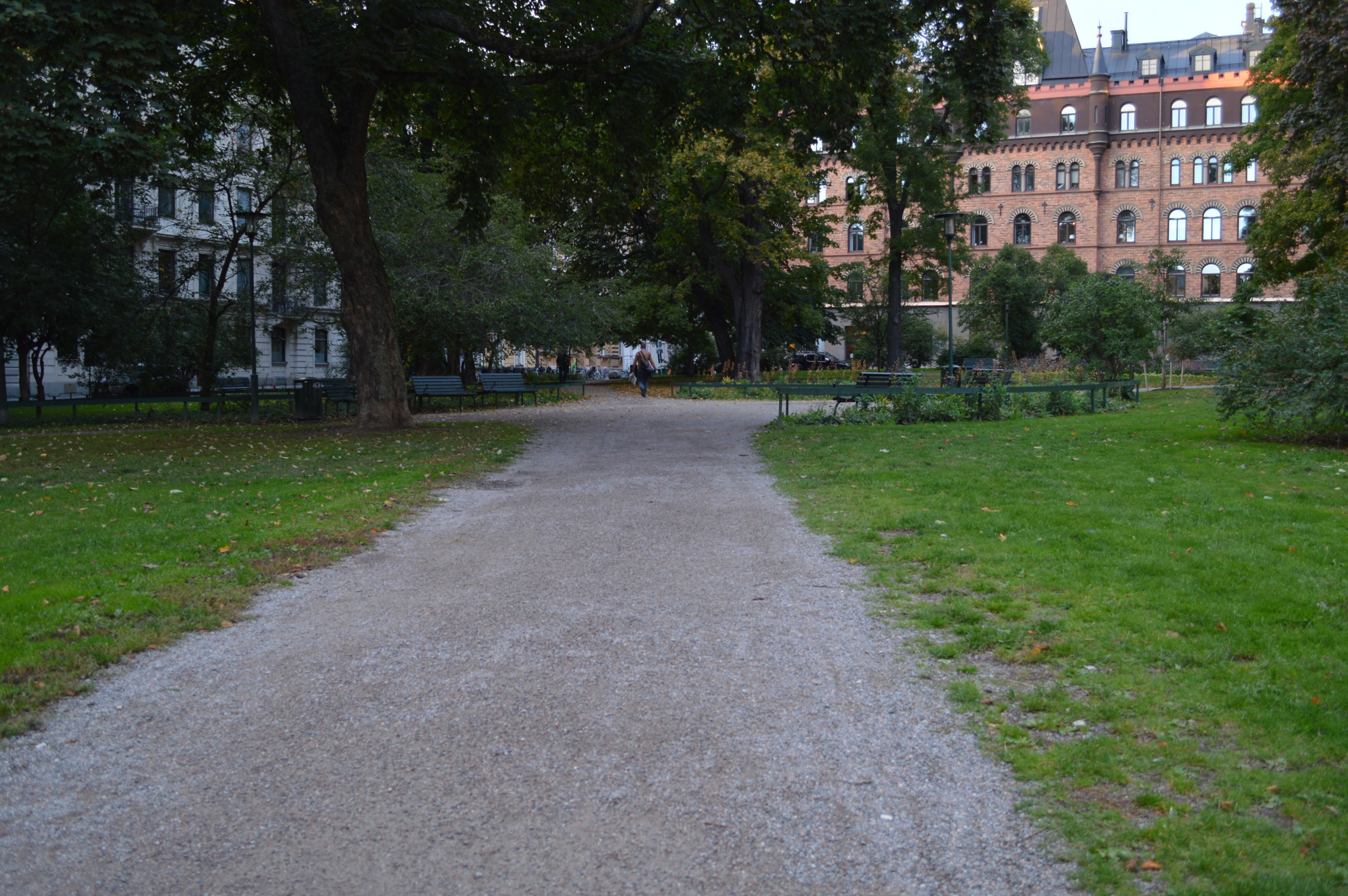
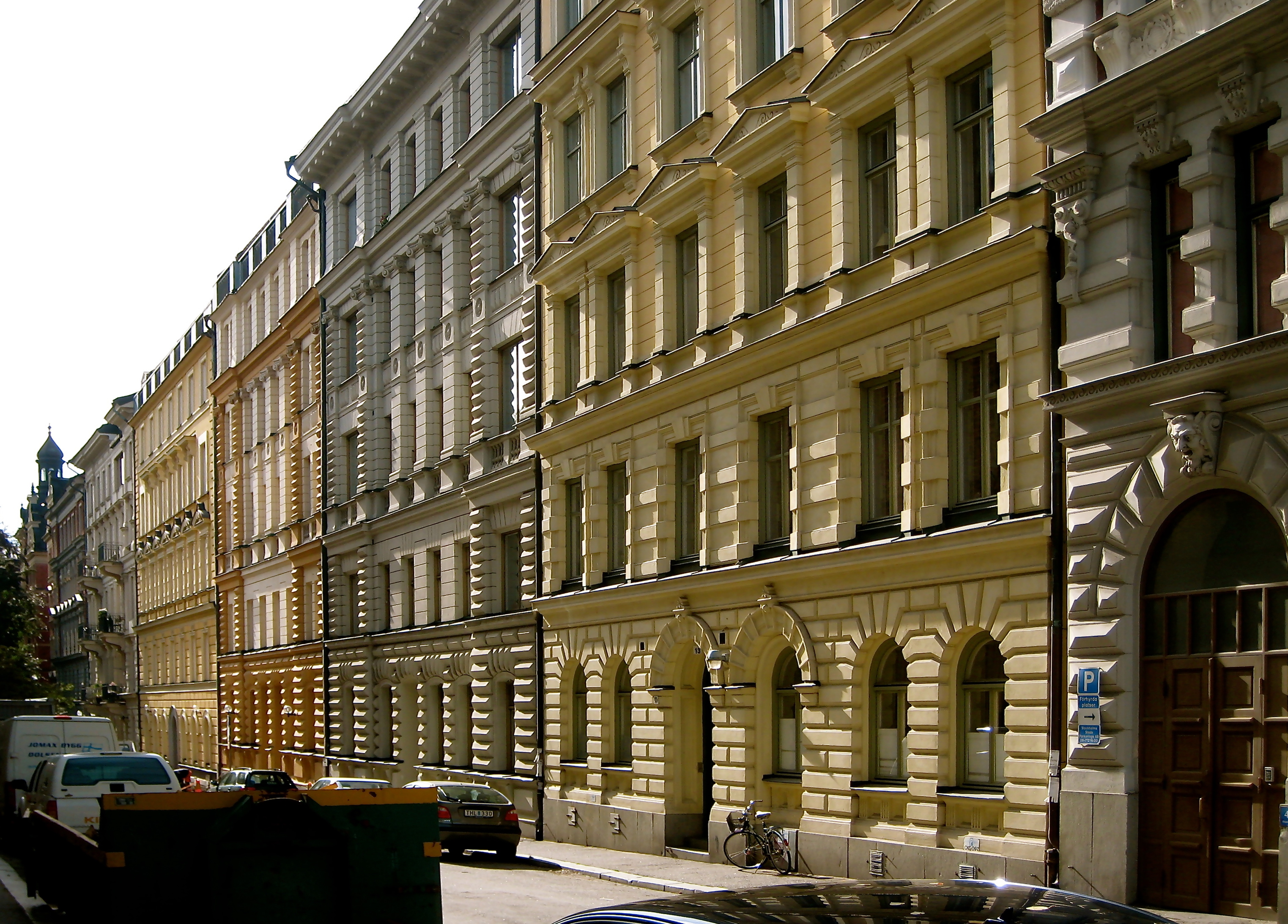
Rue Stureparken.
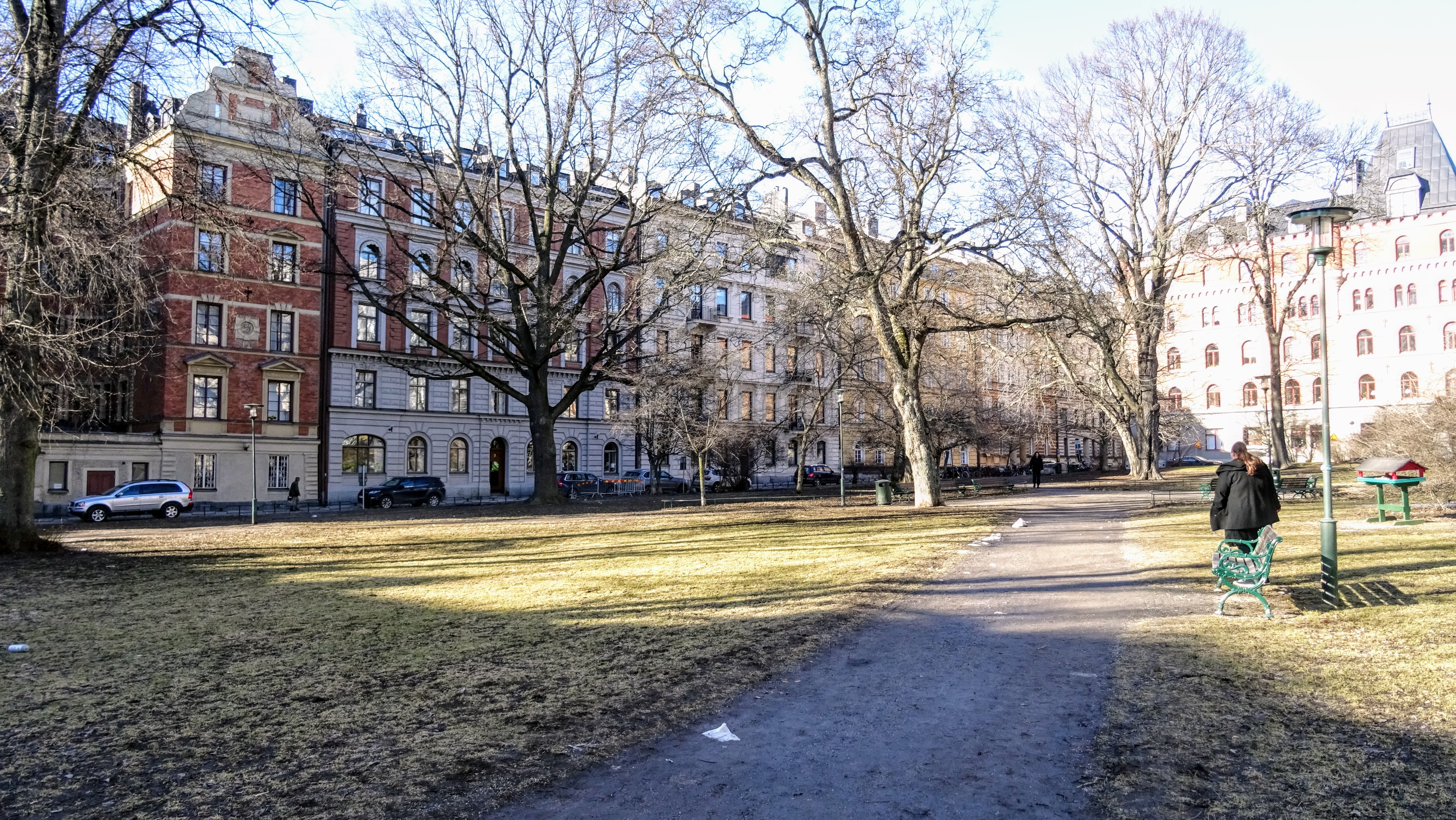